# NGC 3390
NGC 3390 este o astronomical radio source⁠(d) situată în constelația Hidra. A fost descoperită în 29 aprilie 1834 de către John Herschel. Se află la o distanță de 42,24 de megaparseci de Pământ.